# Stenosoma appendiculatum
Stenosoma appendiculatum là một loài chân đều trong họ Idoteidae. Loài này được Leach miêu tả khoa học năm 1814.